# NGC 945
NGC 945 је спирална галаксија у сазвежђу Кит која се налази на NGC листи објеката дубоког неба.
Деклинација објекта је - 10° 32' 20" а ректасцензија 2h 28m 37,2s. Привидна величина (магнитуда) објекта NGC 945 износи 12,1 а фотографска магнитуда 12,8. NGC 945 је још познат и под ознакама MCG -2-7-13, IRAS 02261-1045, PGC 9426.